# GGNet
GGNet is een zorginstelling voor geestelijke gezondheidszorg, die Noord- en Oost-Gelderland bedient. Dit gebeurt vanuit Apeldoorn, Doetinchem, Warnsveld, Winterswijk en Zevenaar als standplaatsen, met in de hele regio kleinschalige locaties.

## Geschiedenis

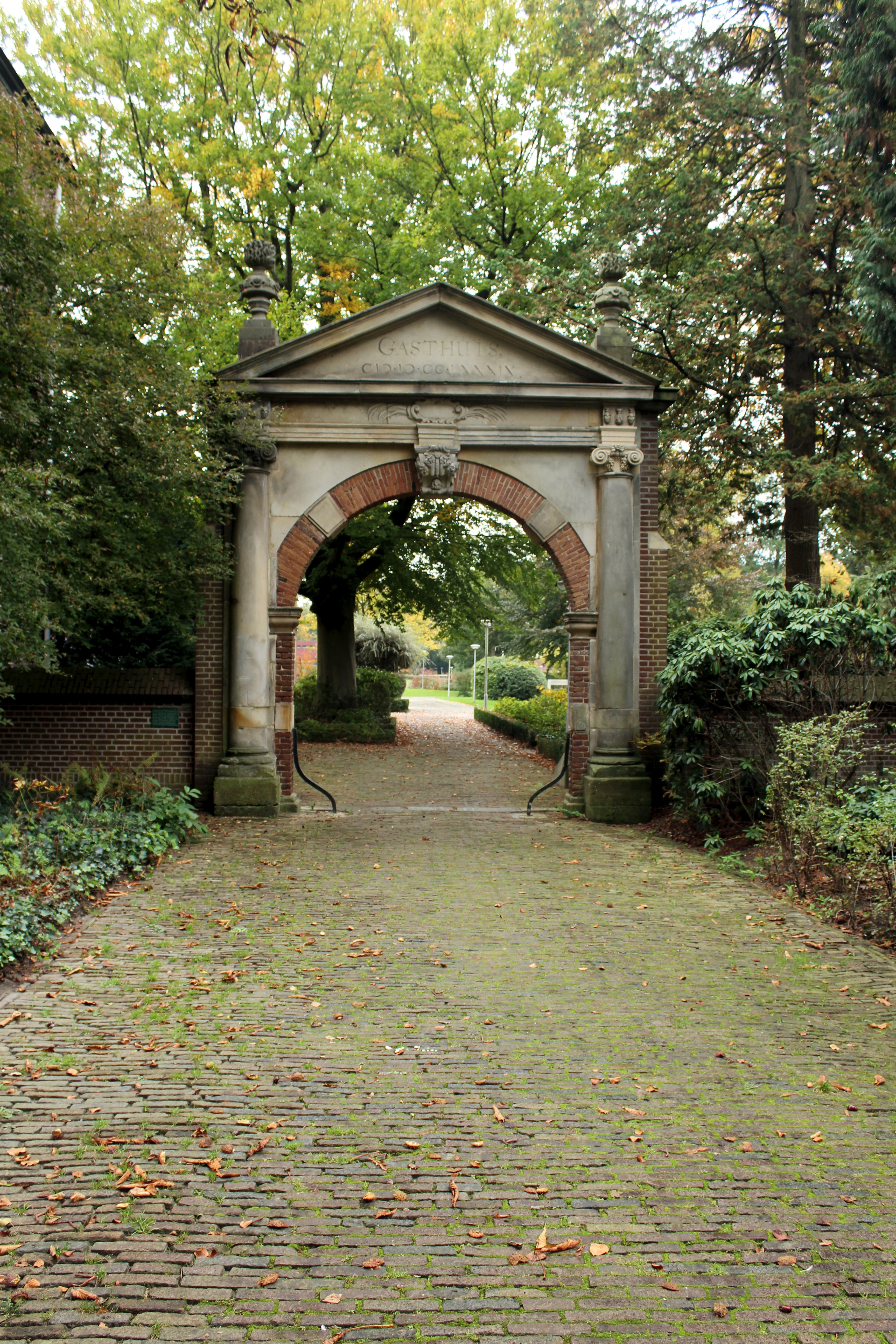
De Oude Gasthuispoort (onderdeel van de stadsmuur van Zutphen) is herplaatst op het voormalig landgoed Het Groot Graffel te Warnsveld.

De belangrijkste roots van GGNet liggen in de voormalige instellingen Het Groot Graffel in Warnsveld en de Sint Josephstichting in Apeldoorn. Het voormalig landgoed Het Groot Graffel in Warnsveld werd in 1899 aangekocht door een Zutphense instelling als buitenverblijf voor krankzinnigenverpleging.
In 1925 kochten de broeders Penitenten een landgoed van 30 ha aan aan de Deventerstraat in Apeldoorn voor de Sint Josephstichting. Zij zochten een derde locatie voor de verpleging van rooms-katholieke krankzinnigen uit Noord-Nederland.

## Huidige situatie
GGNet kent de volgende specialistische onderdelen:

### Amarum
Amarum biedt specialistische hulp voor eetstoornissen. Voor mensen vanaf 16 jaar kan dit bestaan uit klinische, deeltijd- of poliklinische behandeling. Voor kinderen van 12 t/m 15 jaar is er poliklinische behandeling.

### Scelta
Scelta is gespecialiseerd in de behandeling van persoonlijkheidsstoornissen.

### VGGNet
VGGNet is gespecialiseerd in de behandeling van mensen met een combinatie van een verstandelijke beperking en psychiatrische problematiek.

### Poli Complex Trauma
Dit is een polikliniek voor complexe traumagerelateerde problematiek.

### De Meent
De Meent is een kliniek voor intensieve vervolg behandeling voor mensen met een ernstige psychische aandoening.

### De Boog
De Boog is het expertisecentrum voor forensische psychiatrie van GGNet. Het bestaat uit een FPK, een FPA, een FPP, en heeft een FTU, waar mensen oefenen met zelfstandig of begeleid wonen. De Boog is gespecialiseerd in mensen met een licht verstandelijke beperking en/of een autismespectrumstoornis die met Justitie in aanraking zijn gekomen. Daarnaast heeft De Boog een FHIC, waar mensen in crisis kortdurend opgenomen kunnen worden. Hier hoeven mensen niet persé een veroordeling te hebben, maar wel een zogenoemd forensisch profiel, met daarbij een zorgmachtiging.